# Saint-Hilaire-du-Maine
Pour les articles homonymes, voir Saint-Hilaire.
Saint-Hilaire-du-Maine est une commune française, située dans le département de la Mayenne en région Pays de la Loire, peuplée de 808 habitants.
La commune fait partie de la province historique du Maine, et se situe dans le Bas-Maine.

## Géographie
Saint-Hilaire-du-Maine est situé dans le département de la Mayenne entre Ernée et Laval.

### Communes limitrophes
|                       | Montenay               |               |
| Juvigné               | Saint-Hilaire-du-Maine | Chailland     |
| Le Bourgneuf-la-Forêt |                        | La Baconnière |

### Climat
Pour des articles plus généraux, voir Climat des Pays de la Loire et Climat de la Mayenne.
En 2010, le climat de la commune est de type climat océanique franc, selon une étude du CNRS s'appuyant sur une série de données couvrant la période 1971-2000. En 2020, Météo-France publie une typologie des climats de la France métropolitaine dans laquelle la commune est exposée à un climat océanique et est dans la région climatique  Bretagne orientale et méridionale, Pays nantais, Vendée, caractérisée par une faible pluviométrie en été et une bonne insolation. 
Pour la période 1971-2000, la température annuelle moyenne est de 10,9 °C, avec une amplitude thermique annuelle de 13,4 °C. Le cumul annuel moyen de précipitations est de 864 mm, avec 13,4 jours de précipitations en janvier et 7,9 jours en juillet. Pour la période 1991-2020, la température moyenne annuelle observée sur la station météorologique de Météo-France la plus proche, sur la commune de Chailland à 4 km à vol d'oiseau, est de 11,5 °C et le cumul annuel moyen de précipitations est de 859,5 mm,. Pour l'avenir, les paramètres climatiques de la commune estimés pour 2050 selon différents scénarios d'émission de gaz à effet de serre sont consultables sur un site dédié publié par Météo-France en novembre 2022.

## Urbanisme

### Typologie
Au 1er janvier 2024, Saint-Hilaire-du-Maine est catégorisée commune rurale à habitat très dispersé, selon la nouvelle grille communale de densité à sept niveaux définie par l'Insee en 2022.
Elle est située hors unité urbaine. Par ailleurs la commune fait partie de l'aire d'attraction de Laval, dont elle est une commune de la couronne,. Cette aire, qui regroupe 66 communes, est catégorisée dans les aires de 50 000 à moins de 200 000 habitants,.

### Occupation des sols

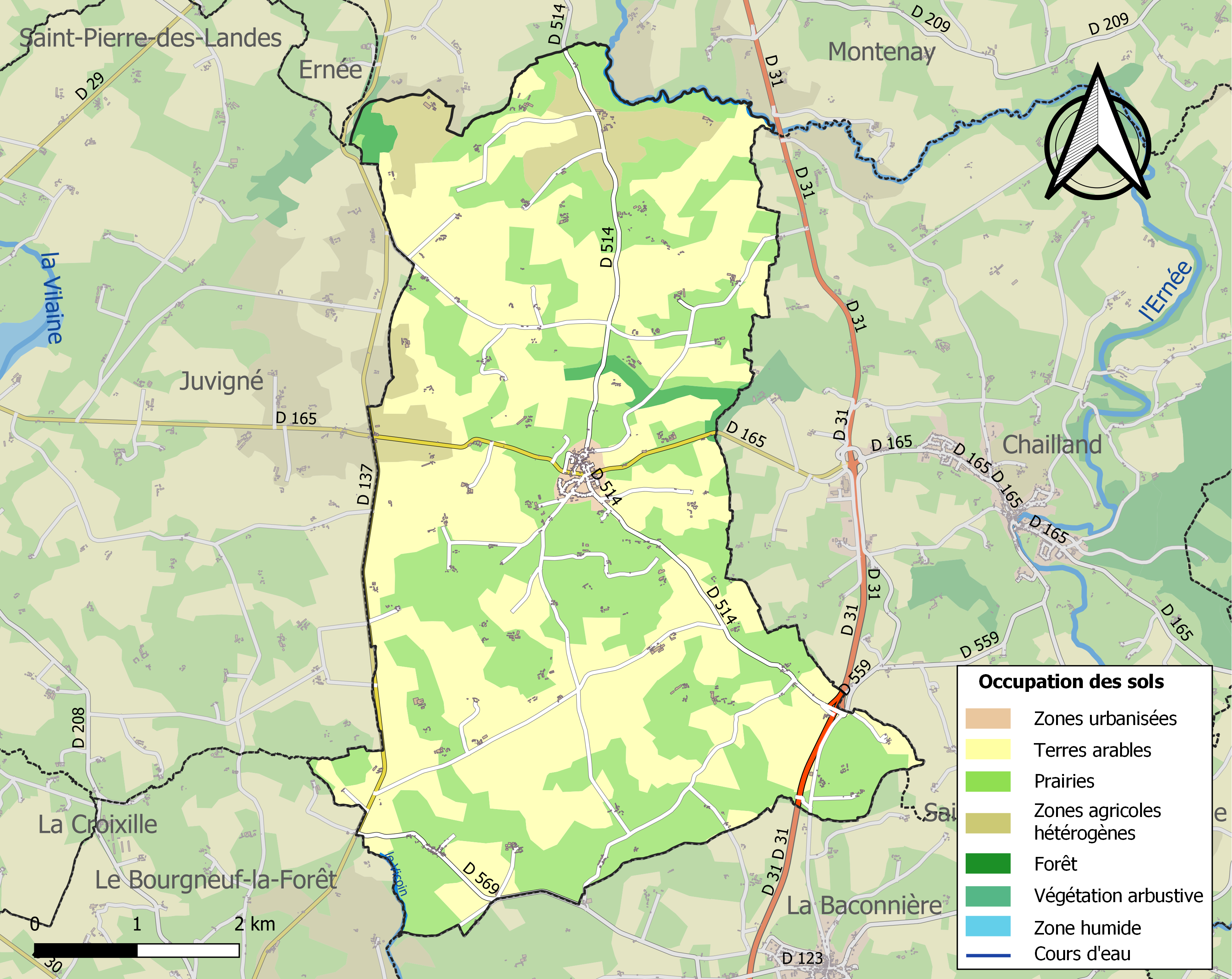
Carte des infrastructures et de l'occupation des sols de la commune en 2018 (CLC).

L'occupation des sols de la commune, telle qu'elle ressort de la base de données européenne d’occupation biophysique des sols Corine Land Cover (CLC), est marquée par l'importance des territoires agricoles (97,6 % en 2018), en diminution par rapport à 1990 (99,5 %). La répartition détaillée en 2018 est la suivante : 
terres arables (49,4 %), prairies (42,1 %), zones agricoles hétérogènes (6,1 %), forêts (1,5 %), zones urbanisées (0,9 %). L'évolution de l’occupation des sols de la commune et de ses infrastructures peut être observée sur les différentes représentations cartographiques du territoire : la carte de Cassini (XVIIIe siècle), la carte d'état-major (1820-1866) et les cartes ou photos aériennes de l'IGN pour la période actuelle (1950 à aujourd'hui).

## Toponymie
Durant la Révolution, la commune, alors nommée Saint-Hilaire-des-Landes, porte le nom de Landes-et-Landa.
En 1916, la commune de Saint-Hilaire-des-Landes change de nom pour Saint-Hilaire-du-Maine.
Le gentilé est Hilairien,.

## Histoire

### Moyen-Âge

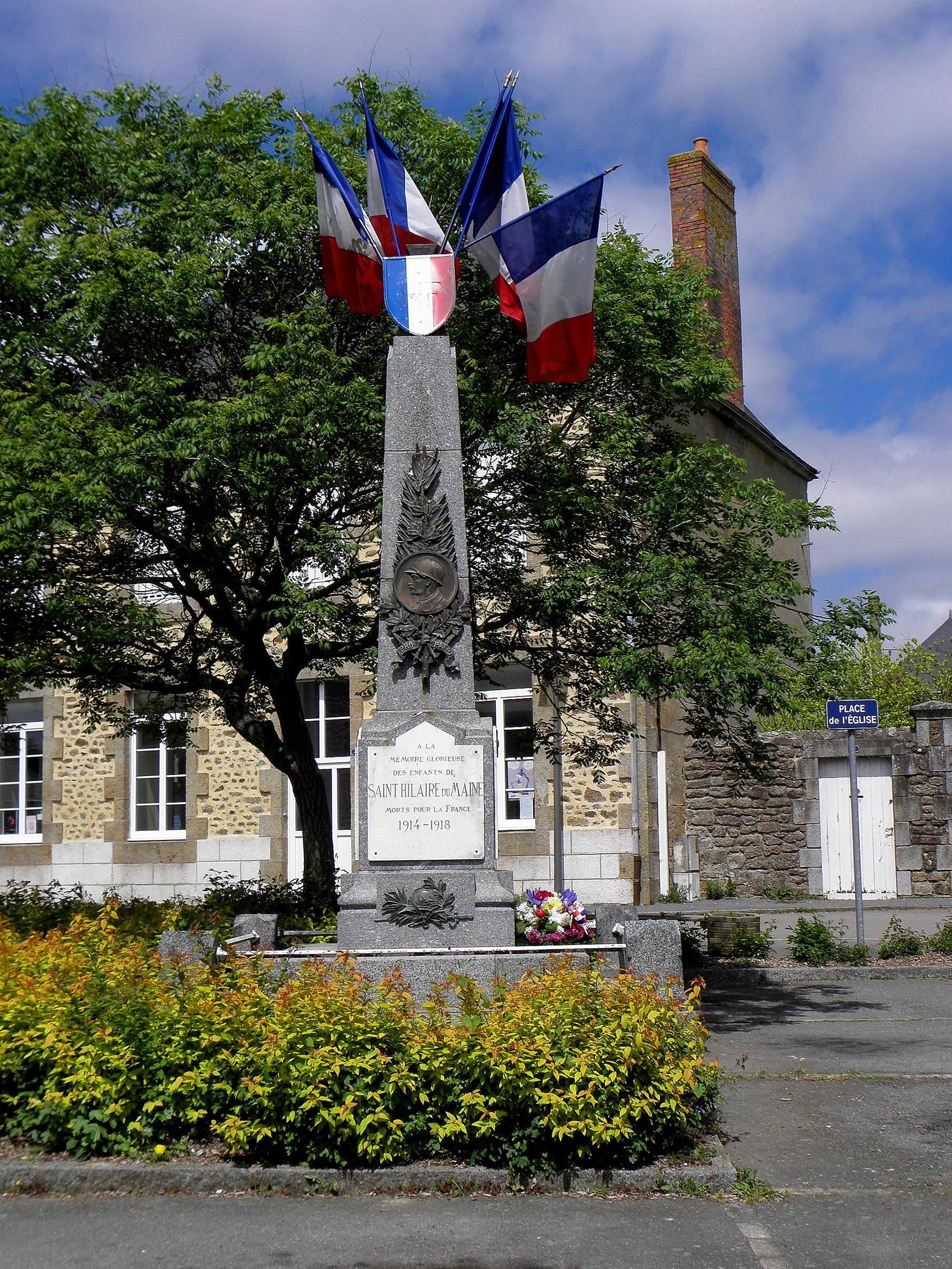
Le monument aux morts du village.

Un ancien fief templier se situe sur le hameau de la Templerie, dans la campagne à 4 km au sud de la commune. L'église qui y est présente à gardé sa charpente du XIIIe siècle et la tour de la maison forte,. Cette église est également connue sous le nom de Templerie d'Echerbay.
Connu en 1326 sous le nom de Saint Hilaire des Landes (d'où des confusions avec la commune de Saint-Hilaire-des-Landes située en Ille-et-Vilaine), le village est alors constitué autour de l’église. De nombreuses fermes sont également installées dans les écarts et, grâce à la présence de plusieurs sources, chacune est pourvue d’un puits, mais les terres recouvertes de landes restent peut productives.
La paroisse relève de la seigneurie de La Tour, dont le château conserve longtemps la tour Eumond. Ce domaine comprend en 1518, outre cette tour, un manoir avec une cour, entouré de doubles douves, des vergers, divers jardins, étangs, bois et futaies, ainsi qu’une chapelle dédiée à Saint Jean.

### LeXIXesiècle
À partir du XIXe siècle , les landes sont défrichées, épierrées, et l’utilisation de la chaux remplacée peu à peu par le fumier et les engrais chimiques, permet de remédier à l’acidité des sols.
Le groupement des terres et des cultivateurs restreint le nombre des exploitations, mais l’agriculture reste l’activité principale de la commune, produisant essentiellement du maïs, cultivé à des fins fourragères.
En 1850, l'église actuelle est construite dans le centre du village.

### LeXXesiècle
La commune porte son nom actuel depuis 1916.

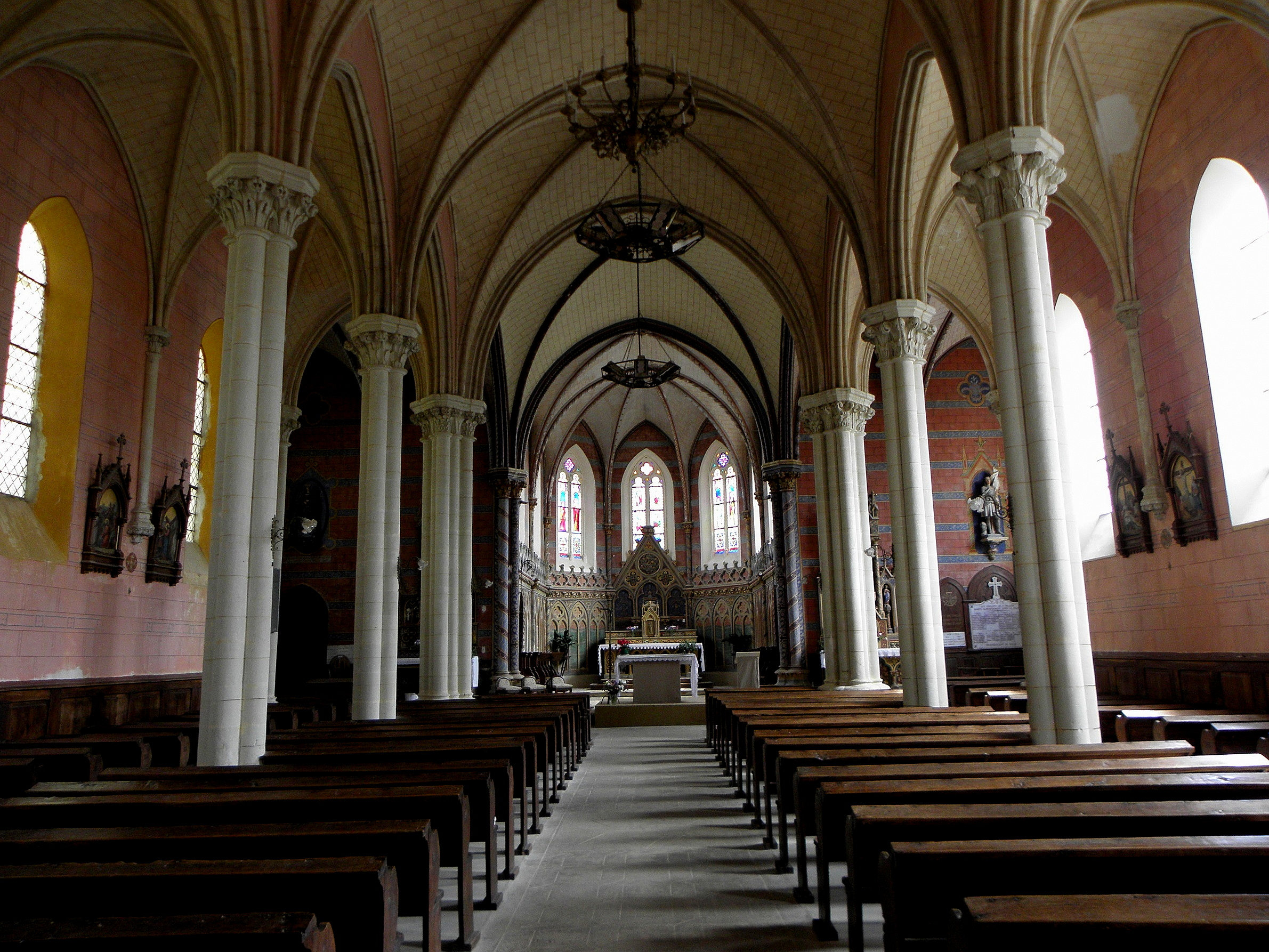
intérieur de l'église de Saint-Hilaire-du-Maine

Durant la Première Guerre Mondiale, 50 habitants venant de Saint-Hilaire-du-Maine seront tué, et 5 durant la Seconde Guerre Mondiale.Un monument leur rend hommage devant l'église du village, dans le centre bourg. Celui-ci est inauguré le 15 juillet 1923.

### Le chemin de fer
La commune était desservie par la ligne de chemin de fer départementale reliant Laval à Landivy. Cette ligne fut ouverte le 18 décembre 1901 et son déclassement fut décidé par le conseil général le 11 mai 1938.
En 1902, la gare de Saint-Hilaire-du-Maine, alors dénommée Saint-Hilaire-des-Landes, avait accueilli 
6 396 voyageurs.

## Politique et administration
Saint Hilaire du Maine fait partie du canton d'Ernée et de la communauté de communes de l’Ernée. Son ancien maire, Christian Quinton, y a été vice président à partir de 2008, et président de la commission environnement jusqu'à la fin de son mandat en mai 2020.
En 2005, la commune met en place un réseau de chaleur urbain fonctionnant avec du bois déchiqueté, sur le nouveau lotissement d'habitation des Lilas, situé au sud-ouest du bourg.
En 2012, le conseil municipal a voté contre la mise en place sur son territoire de la ligne a très haute tension liée a la centrale nucléaire de Flamanville, dans le département de la Manche. Pour compenser cette décision, la commune met en place un parc éolien sur le sud de la commune, au niveau du hameau de la Roche. Depuis sa mise en service en 2020, le parc éolien fournit 17% de la consommation électrique de la communauté de commune de l'Ernée.

## Population et société

### Démographie
L'évolution du nombre d'habitants est connue à travers les recensements de la population effectués dans la commune depuis 1793. Pour les communes de moins de 10 000 habitants, une enquête de recensement portant sur toute la population est réalisée tous les cinq ans, les populations de référence des années intermédiaires étant quant à elles estimées par interpolation ou extrapolation. Pour la commune, le premier recensement exhaustif entrant dans le cadre du nouveau dispositif a été réalisé en 2005.

En 2022, la commune comptait 808 habitants, en évolution de −5,05 % par rapport à 2016 (Mayenne : −0,73 %, France hors Mayotte : +2,11 %).
| 1793  | 1800  | 1806  | 1821  | 1831  | 1836  | 1841  | 1846  | 1851  |
| ----- | ----- | ----- | ----- | ----- | ----- | ----- | ----- | ----- |
| 1 651 | 1 174 | 1 373 | 1 660 | 1 775 | 1 716 | 1 738 | 1 743 | 1 740 |

| 1856  | 1861  | 1866  | 1872  | 1876  | 1881  | 1886  | 1891  | 1896  |
| ----- | ----- | ----- | ----- | ----- | ----- | ----- | ----- | ----- |
| 1 678 | 1 691 | 1 638 | 1 583 | 1 549 | 1 456 | 1 440 | 1 368 | 1 308 |

| 1901  | 1906  | 1911  | 1921  | 1926  | 1931  | 1936  | 1946  | 1954 |
| ----- | ----- | ----- | ----- | ----- | ----- | ----- | ----- | ---- |
| 1 322 | 1 237 | 1 171 | 1 101 | 1 029 | 1 021 | 1 029 | 1 013 | 984  |

| 1962 | 1968 | 1975 | 1982 | 1990 | 1999 | 2005 | 2006 | 2010 |
| ---- | ---- | ---- | ---- | ---- | ---- | ---- | ---- | ---- |
| 923  | 824  | 755  | 688  | 633  | 664  | 773  | 799  | 833  |

| 2015 | 2020 | 2022 | - | - | - | - | - | - |
| ---- | ---- | ---- | - | - | - | - | - | - |
| 846  | 817  | 808  | - | - | - | - | - | - |

## Culture locale et patrimoine

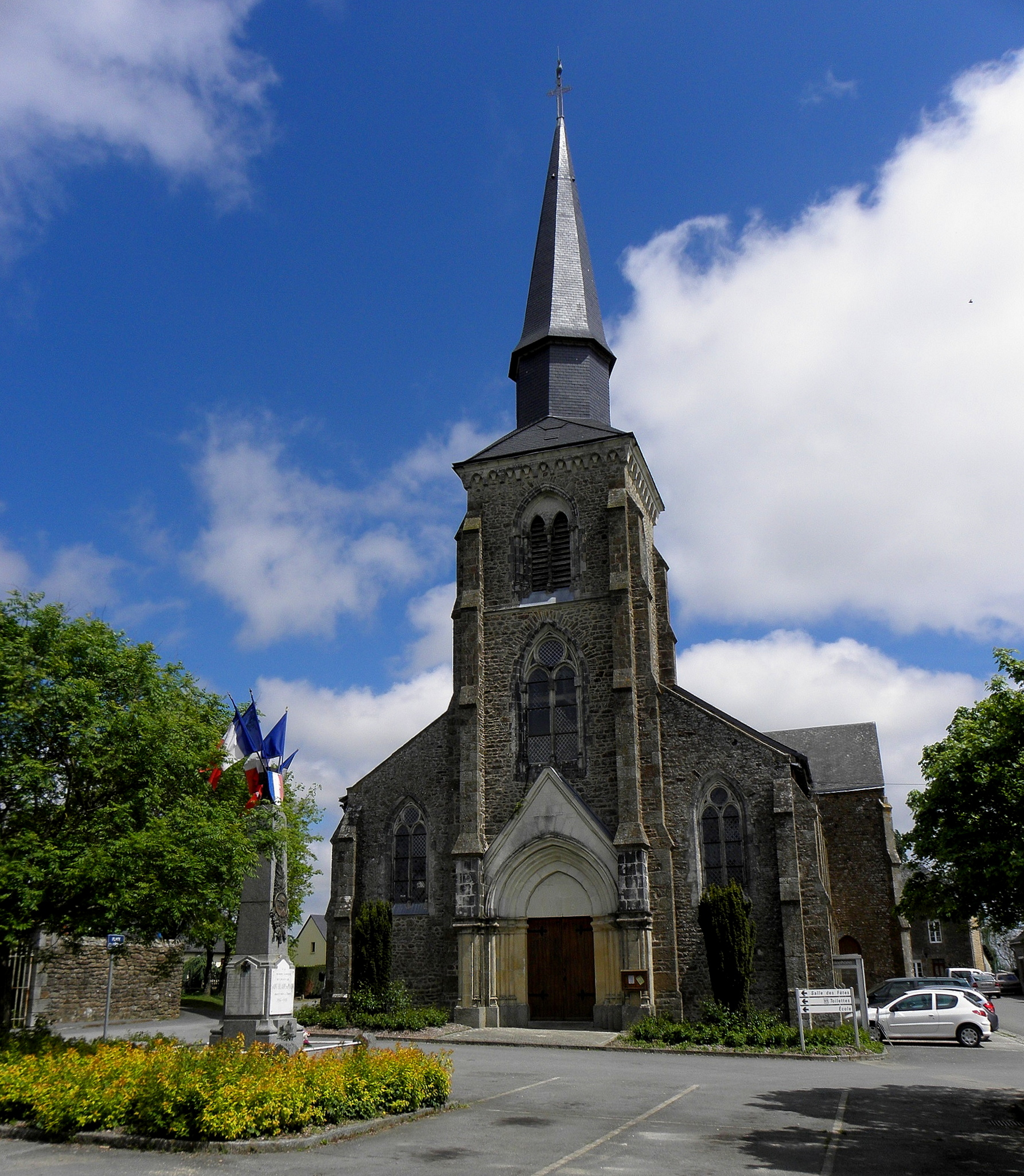
L'église paroissiale Saint-Hilaire.

### Lieux et monuments
- L'église paroissiale Saint-Hilaire de style néo-gothique, construite au XIXe siècle. La municipalité a financé avec l'aide de mécènes les travaux de restauration de ses vitraux ainsi que certains éléments architecturaux vétustes.
- Le monument aux morts.
- La mairie du village.
- Le Logis du Poirier.
- Le Hameau de la Templerie, ancien fief templier, abritant une église datant du XIIIe siècle.

## Personnalités liées à la commune
- Jean-Loup Trassard (né en 1933 à Saint-Hilaire-du-Maine), écrivain et photographe.
- Christian Quinton (né en 1957), ancien maire de la commune.
- Aurélien Balu (né en 1982), rider bmx[33].